# Джеффри Хантер
Джеффри Хантер (англ. Jeffrey Hunter, при рождении Генри Херман Маккиннес-младший (англ. Henry Herman McKinnies, Jr.); 25 ноября 1926 — 27 мая 1969) — американский актёр, известный главным образом ролью Мартина Поли в классическом вестерне «Искатели» (1956).
Вырос в Милуоки (Висконсин), где его семья жила с 1930 года. Окончил среднюю школу Уайтфиш-Бей; с юных лет играл в местном театре и на радиостанции. Во время Второй мировой войны служил в ВМС США, в 1946 году демобилизовался и до 1946 года учился в Северо-Западном университете в Эвастоне (Иллинойс), где изучал драматическое искусство, а затем стажировался в области радиотеатра в Лос-Анджелесе.
В 1950 году его заметили представители студии 20th Century Fox, с которой он в том же году подписал двухлетний контракт и тогда же сыграл свою первую эпизодическую роль в кино. В 1952 году исполнял уже главную роль. Широкая известность к Хантеру пришла после съёмок вестерна «Искатели» в 1956 году и после исполнения главной роли Иисуса Христа в фильме «Царь царей» 1961 года. С середины 1950-х годов он также часто снимался в различных телевизионных сериалах, в том числе исполнил роль Кристофера Пайка в пилотном выпуске «Звёздного пути».
В ноябре 1968 года в Испании на съёмках очередного фильма Хантер получил тяжёлое сотрясение мозга, после которого стал страдать повышенным внутричерепным давлением. Весной 1969 года у него случилось кровоизлияние в мозг, вызвавшее падение и перелом черепа, от которого актёр вскоре скончался, несмотря на усилия врачей.